# Civitavecchia (stacja kolejowa)
Civitavecchia – stacja kolejowa w Civitavecchia, w regionie Lacjum, we Włoszech. Znajdują się tu 4 perony. Obsługuje rocznie około 3,2 mln pasażerów.
| Civitavecchia                           |  |                                |
| Linia Piza - Livorno – Rzym (80,678 km) |  |                                |
| Santa Marinellaodległość: 8,899 km      |  | Tarquinia odległość: 19,897 km |